# No le busques tres pies...
No le busques tres pies... és una pel·lícula espanyola de drama romàntic del 1968 dirigida per Pedro Lazaga amb guió de Pedro Masó i Vicente Coello protagonitzada per Teresa Gimpera i Axel Darna.

## Sinopsi
Miguel Aguirre és un alferes d'aviació que somnia amb ser pilot militar. Tanmateix té una greu discussió amb un superior que està a punt de posar fi a la seva carrera i fer-li abandonar els seus estudis. La seva xicota i la seva mare, però, el convencen perquè continuï estudiant i no abandoni el seu somni. És destinat a la base aèria de Granada. Allí coneix a Patricia, una jove atractiva que confon amb una turista americana, cosa que no entrava en els seus plans.

## Repartiment
- Teresa Gimpera...	Patricia
- Axel Darna...	Miguel
- Paca Gabaldón 	...	Luisi
- Manuel Zarzo	 ...	Carlos
- Alfredo Mayo	 ...	Mota
- Mary Carrillo... Matilde
- José Sacristán	 ...	Tarta
- Eduardo Fajardo 	...	Juan
- Pedro Díez del Corral

## Premis
Als Premis del Sindicat Nacional de l'Espectacle de 1968 va guanyar el premi al millor guió i a la millor banda sonora.